# La cocina del show
La cocina del show fue un programa de televisión argentino producido hasta el 13 de diciembre de 2014 por la productora argentina Ideas del Sur, emitido por Canal 13.
El programa tuvo 4 temporadas emitidas los días sábados por la tarde. 
Salió al aire por primera vez el 24 de mayo de 2010 con la conducción de Mariano Iúdica y la modelo Zaira Nara. La segunda y tercera temporada bajo la conducción de Mariano Iúdica y la modelo Sofía Zámolo.
En 2014, el programa volvió a salir al aire bajo la conducción de Nicolás Magaldi y Silvina Escudero.

## Equipo
| Mariano Iudica      | Conductor  | Conductor   | Conductor   |             |             |             |             |
| Zaira Nara          | Conductora |             |             |             |             |             |             |
| Sofía Zámolo        |            | Conductora  | Conductora  |             |             |             |             |
| Nicolás Magaldi     |            |             |             | Conductor   | Conductor   | Conductor   | Conductor   |
| Silvina Escudero    |            |             |             | Conductora  | Conductora  | Conductora  | Conductora  |
| Luis Piñeyro        |            |             |             | Coconductor | Coconductor | Coconductor | Coconductor |
| Alejandro Velázquez |            | Disc Jockey | Disc Jockey |             |             |             |             |
| "El gordo Juan"     |            | Chef        | Chef        |             |             |             |             |
| Jimena Monteverde   |            |             |             | Chef        | Chef        |             |             |
| "Oki"               |            |             |             | Chef        | Chef        | Chef        | Chef        |

## Temporadas

### 1.ª Temporada (2010)
El programa empezó a emitirse el día 22 de mayo de 2010, al principio el programa duraba 1 hora y media, se emitía desde las 13:00hs. hasta las 14:30hs.
En cada emisión asistían distintos participantes del Bailando 2010, que eran invitados para debatir acerca de su participación en dicho programa. Mientras tanto el conductor del programa iba realizando diversos platos ayudado por algunos asistentes. Terminó el 18 de diciembre de 2010.

### 2.ª Temporada (2011)
Comenzó el 8 de enero de 2011 con la misma escenografía que la temporada anterior y se emitió de 14:00hs. hasta las 21:00hs. El 14 de mayo del mismo año comenzó oficialmente con nueva escenografía.
Mantuvo la misma temática de la temporada anterior, y se le agregó un segmento llamado "El desfile del show" en el que se presentaban importantes marcas de ropa mostrando sus distintos diseños de prendas. 
También mostraba un Disc Jockey (DJ) en vivo, llamado Dj Mosquito (Alejandro Velázquez), utilizando vinilos en la musicalización del programa.
En esta temporada, los conductores interactuaban muy poco con la cocina, ya que los platos eran llevados a cabo por el chef conocido como El gordo Juan.
El último programa se realizó el 17 de diciembre de 2011, con una duración de 7 horas.

### 3.ª Temporada (2012)
Esta temporada empezó el 21 de enero de 2012, en el horario de 14:00hs. hasta las 18:00hs. Tiempo más tarde, el programa se empezó a emitir a las 15:00hs. hasta las 20:30hs. En esta ocasión el programa se realizó con una tribuna desde un estudio nuevo, el cual tenía un escenario en el que los artistas invitados realizaban un pequeño concierto en vivo. 
Cubre las instancias de Soñando por Bailar 2, además de presentar una mini-ficción protagonizada por los participantes de ese programa que se llama Secreto en la soñada y una sitcom titulada Concubinos.
| Paula Chaves           | Paula                        |
| Pedro Alfonso          | Pedro                        |
| Mariano Iudica         | Beto                         |
| Gustavo Conti          | Ismael                       |
| Ezequiel Campa         | Rodolfo                      |
| Dady Brieva            | Dady                         |
| Mariano de la Canal    | De La Canal                  |
| Coki Ramírez           | Coka                         |
| Juana Repetto          | Kiara                        |
| Diego Peréz            | Productor                    |
| Zaira Nara             | Camila                       |
| Noelia Pompa           | Luz                          |
| Hector "Tito" Speranza | Quique                       |
| Eugenia Lemos          | Clara                        |
| Ximena Capristo        |                              |
| Marcelo De Bellis      | Gonzalo Costas               |
| Diego Ramos            | Diego                        |
| Geraldine Neumann      | Loli                         |
| Paula Morales          | Lorena                       |
| Alberto Martin         | Fernando                     |
| Sabrina Rojas          | Paula                        |
| Matias Ale             | Fotógrafo                    |
| Silvio Soldán          |                              |
| Beatriz Salomón        |                              |
| Federico Bal           | Tato                         |
| Santiago Bal           | Juan Bautista                |
| Delfina Chaves         | Delfina                      |
| Karina Jelinek         | Barbara Cassen               |
| Maximiliano Diorio     | Rolando “Brazo Largo” Zárate |
| Lourdes Sánchez        |                              |
| Florencia Prada        |                              |

La sección de cocina muy raramente salía al aire, ya que utilizaban el espacio para hablar sobre los temas referidos a los reality shows de Ideas del Sur. 
El último programa fue emitido el 22 de diciembre de ese mismo año.

### 4.ª Temporada (2014)
Comenzó el día sábado 7 de junio a las 17.30 horas bajo la conducción de Nicolás Magaldi, Silvina Escudero y Luis Piñeyro, con una escenografía totalmente renovada. En un principio se emitía hasta las 19 horas, pero fue cambiando de horario y se emitió algunos días a las 12:30 horas otros a las 13:30 horas, o las 15 horas hasta las 18 o 19 horas. Se siguieron realizando algunas secciones al igual que en las anteriores temporadas como la tribuna, los mini-recitales en vivo y el desfile, y se sumaron nuevas como el ascensor, viaje de terror, entrevistas, entre otras. En esta ocasión la sección de cocina estuvo a cargo de Jimena Monteverde y su asistente Oki.
El último programa se emitió en 13 de diciembre de 2014.

## Galería de imágenes

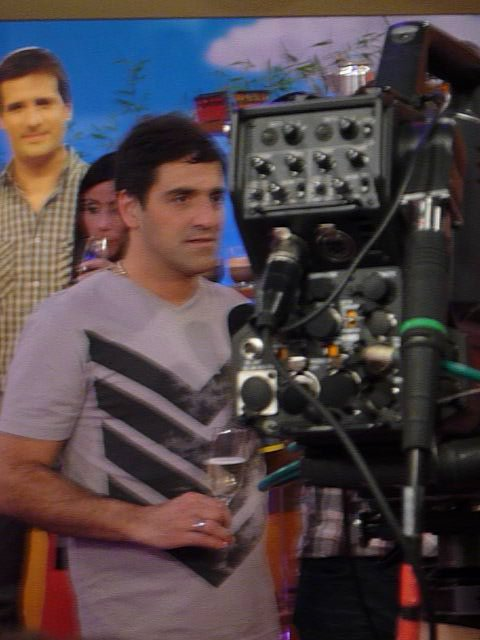
Mariano Iudica, ex-conductor.
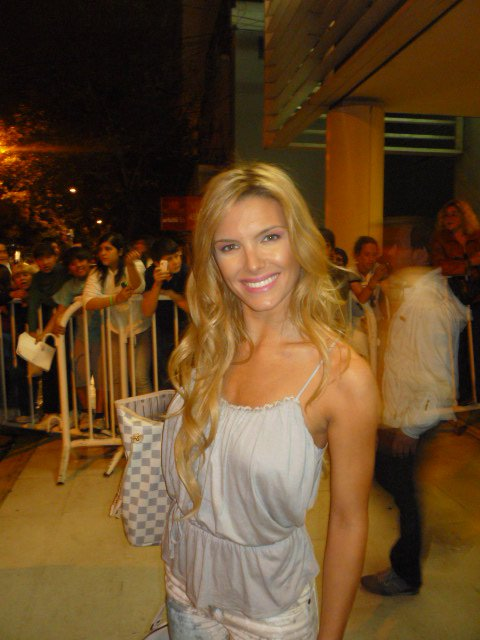
Sofía Zámolo, ex-conductora.